# FBA Type C
Le FBA Type C est un avion militaire de la Première Guerre mondiale, produit en France entre 1915 et 1917 par le constructeur aéronautique Franco-British Aviation Company (FBA).

## Notes et références

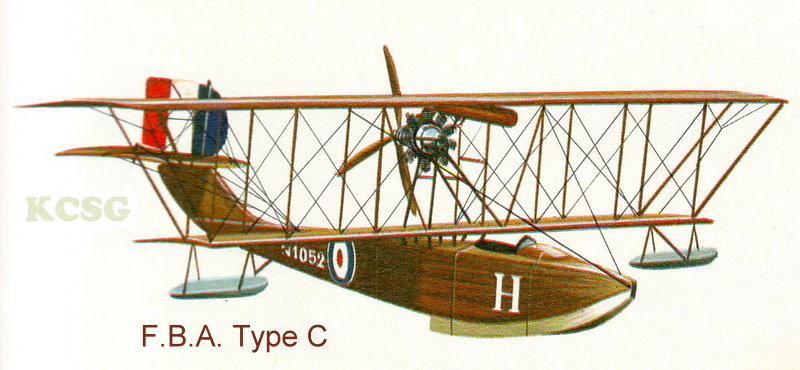
FBA type C